# Bembidion mediocre
Bembidion mediocre är en skalbaggsart som beskrevs av Thomas Casey. Bembidion mediocre ingår i släktet Bembidion och familjen jordlöpare. Inga underarter finns listade i Catalogue of Life.